# Pennewitzer Teiche und Unteres Wohlrosetal
Das Naturschutzgebiet Pennewitzer Teiche und Unteres Wohlrosetal ist ein Naturschutzgebiet in Thüringen, es liegt nördlich von Gehren im Ilm-Kreis und im Landkreis Saalfeld-Rudolstadt. Das Naturschutzgebiet hat eine Gesamtgröße von 419,2 Hektar.
Angrenzende Orte sind Langewiesen im Westen, Gräfinau-Angstedt im Norden, Pennewitz im Osten sowie Jesuborn und Gehren im Süden. Die Ausdehnung des Naturschutzgebietes beträgt etwa fünf Kilometer in Ost-West-Richtung und drei Kilometer in Nord-Süd-Richtung.
Das Naturschutzgebiet Pennewitzer Teiche und Unteres Wohlrosetal wird durch die Flüsse Lohme und Ilm im Westen sowie die Wohlrose im Osten gespeist und umfasst etwa 100 Tümpel (Sprenglöcher) und Teiche. Im Südwesten des Gebiets liegt das Lohmetal mit einigen Teichen, der Heideteich und die Löschwasserteiche unmittelbar am Stadtrand von Gehren. Im Nordwesten, im Tal der Ilm, liegen die Herrenteiche, in der Mitte der Esbachteich (Seerosenteich) und im Osten an der Wohlrose die Zweizapfenteiche sowie die Sorger Teiche. Zwischen den einzelnen Teichgruppen liegt das Waldgebiet Schönheide, indem sich noch zahlreiche wassergefüllte Tümpel (Sprenglöcher) befinden. Der hohe Wassereintrag begünstigte die Entstehung von Moorwaldflächen.